# 横山龍助
横山 龍助（よこやま りょうすけ、1978年〈昭和53年〉8月18日 - ）は、日本の映像監督、アートディレクター、デザイナー。神奈川県鎌倉市出身。
これまでに日経BPコンサルティング、三井住友建設、ゆうちょ銀行、OKIデータ、イル・ド・フランス、ボートレース平和島、エアアジアなど数多くの企業CMの映像監督を行う。
岐阜大学のブランデッドムービーをはじめ、帝京大学、園田学園女子大学、京都芸術大学のPR映像などアカデミックな映像制作も行っている。
また、音楽関係のクリエイティヴも得意とし、Nulbarich、DJ OKAWARI、角野隼斗、Penthouse、SWING-O a.k.a. 45、akiko (ジャズ歌手)、平戸祐介、脇田もなりなどのミュージックビデオ、LIVE映像の監督。アートディレクター、デザイナーとして、José James、Funky DL、Camp Lo、MAY'S、宮﨑薫、CLIFF EDGE、CHICK-D feat.椎名純平、赤松林太郎などのCDジャケットのデザインも務めている。
サッカー元日本代表、FC東京所属「長友佑都」のサッカーアカデミー『NAGATOMO ACADEMY』のロゴデザインの制作も担当。
渋谷Organ bar、恵比寿BLUE NOTE PLACE、恵比寿BATICA、下北沢LIVE HAUSなどに出演するDJ。
関根勤出演の「終活ねっと」TV CMの音楽プロデューサー。